# Castadot
Castadot is Belgisch een historisch merk van motorfietsen.
Ze werden geproduceerd door J. Castadot in Luik in 1900 en 1901.
Het was een klein merk dat slechts weinig motorfietsen maakte. De Castadot-producten waren voorzien van een 1½pk-Zedel-motor.